# Ioann Konsztantyinovics Romanov orosz herceg
Ioann vagy Ivan Konsztantyinovics orosz herceg (oroszul: Князь Иоанн Константиович Романов; Pavlovszk, 1886. június 23./július 5. – Alapajevszk, 1918. július 18.) orosz nagyherceg és herceg, az Orosz Cári Hadsereg tisztje, 1918-ban kivégezték a bolsevikok.

## Élete

### Származása és ifjúkora
Ioann Konsztantyinovics nagyherceg 1886 júliusában jött világra Konsztantyin Konsztantyinovics nagyherceg és Erzsébet szász–altenburgi hercegnő legidősebb gyermekeként. III. Sándor cár a nagyherceg születése ürügyén hozott meg egy olyan törvényt, mely szerint csak az viselheti a nagyhercegi címet, akinek valamelyik nagyapja egy cár volt. Az uralkodó így kívánta csökkentei a cári családra fordított állami kiadásokat, mivel az egyszerű hercegi cím jóval szerényebb jövedelmet jelentett a nagyherceginél. Ioann nagyherceget ilyenformán születése után pár nappal visszaminősítették herceggé; testvérei is mind ezt a rangot viselték.
Szülei, elsősorban a verseket és színdarabokat szerző Konsztantyin nagyherceg, kiváló oktatást nyújtottak gyermekeik számára. A kor szellemétől eltérően a kulturális nevelésre helyezték a legnagyobb hangsúlyt; Konsztantyin Konsztantyinovics a csalás elvárásaival ellentétben mindegyik gyermekének biztosította a lehetőséget, hogy az irodalommal, a művészetekkel foglalkozzék. Ioann herceg rendkívüli vallásossága dacára öccsével, Gavriil herceggel együtt édesapjuk nagy csalódására a katonaság mellett döntöttek. A fivérek 1907. június 14-én fejezték be katonai tanulmányaikat. Tisztté avatásukon személyesen II. Miklós cár és nagynénjük, Olga görög királyné is részt vett. Ioann herceget a testőrség lovas gárdájához osztották be tiszti rangban; de a herceg fontolóra vette, hogy lemond világi életéről, és szerzetesi fogadalmat tesz.

### Házassága és gyermekei
Ioann herceg 1911-ben jegyezte el Karađorđević Ilona szerb királyi hercegnőt. A hercegnő a Szmolnij Intézet tanulója volt, anyja halála után nagynénjei, Milica és Anasztázia Nyikolajevna orosz nagyhercegnék nevelték. Ioann herceg és Ilona hercegnő kapcsolatát a hercegnő egy másik nagynénje, Ilona olasz királyné mozdította elő azzal, hogy egyszerre hívta meg magához unokahúgát és az orosz herceget. A herceg leánykérése meglepetésként hatott, teljesen ellenkezve addigi egyházi terveivel. Ilona hercegnő oroszországi használatra a „Jelena Petrovna” nevet választotta; menyegzőjükre 1911. szeptember 3-án került sor az utolsó olyan házasságkötésként, mely cári beleegyezéssel született meg. Noha Jelena Petrovna élénk, temperamentumos személyisége ellentétben állt Ioann herceg természetével, kapcsolatuk boldogan, harmonikusan alakult. Két gyermekük született:

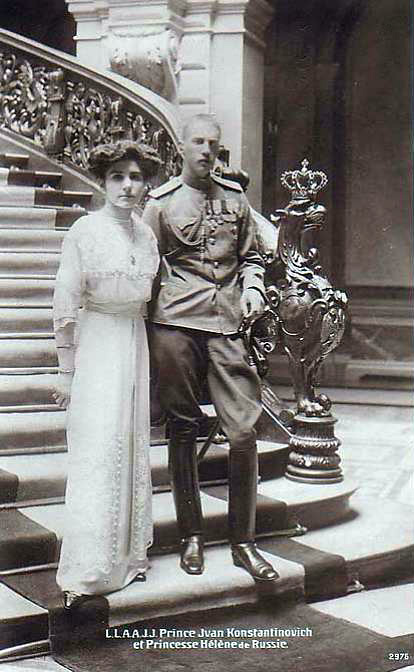
Ioann Konsztantyinovics herceg és Jelena Petrovna hercegné eljegyzési fényképe

- Vszevolod Ioannovics herceg (1914. január 20. – 1973. június 18.), háromszor nősült
- Jekatyerina Ioannovna hercegnő (1915. július 12. – 2007. március 13.), házassága révén di Villaforesta márkiné.

Ioann herceg rajongással vette körül gyermekeit. „Ezután távozott, az ajtóhoz ment, mosolygott, és nagyon úgy nézett ki, mint egy gyerek a születésnapján. »Azt szeretném elmondani, hogy a kisfiamnak néhány nappal ezelőtt kibújt az első foga.«” – emlékszik vissza E. M. Almedingen író Ioann Konsztantyinovics egyik iskolai látogatására. Jekatyerina Ioannovna hercegnő volt az utolsó olyan gyermek, aki még a cári rendszer alatt született.

### Fogsága és halála
Ioann herceg és öccsei az elsők között voltak, akik ténylegesen is a frontra vonultak a cári család tagjai közül, mikor kirobbant az első világháború. A herceg öccse, Oleg Konsztantyinovics nem sokkal bevonulása után elesett; míg Ioann Konsztantyinovicsot háborús hősként tisztelték, és katonai érdemrenddel tüntették ki. A herceg a fronton volt, mikor 1917-ben kitört a forradalom. Hazahívták, majd a bolsevikok hatalomra jutását követően öccseivel, Igor és Konsztantyin hercegekkel együtt őrizetbe vették. Nagybátyjuk, Szergej Mihajlovics nagyherceg és titkára, valamint unokatestvérük, Vlagyimir Pavlovics Palej herceg társaságában Szibériába deportálták őket. A foglyokat április 4-én Vjatkába szállították, ahol külön szállásolták el őket. Április 30-án a helyi bolsevik tanács rendelkezésére az összes családtagot átszállították az Urál-hegységben fekvő Jekatyerinburgba. Itt csatlakozott hozzájuk Jelizaveta Fjodorovna nagyhercegné, a cárné nővére, aki férje halála után kolostorba vonult, és Jekatyerinburgba elkísérte egyik rendtársnője is. Ugyan II. Miklós cár és családja is Jekatyerinburgban voltak bebörtönözve az Ipatyev-házban, a kapcsolatot nem tudták felvenni velük. Május 18-án a rabokat vonatra tették, hogy két nap múlva megérkezzenek a Jekatyerinburgtól körülbelül kétszáz kilométerre fekvő Alapajevszkbe.
Alapajevszkben a városi iskolában tartották őket fogva. Viszonylag nagy szabadságnak örvendtek a kezdetekben, sétákat tehettek a városban, járhattak templomba és beszélhettek a helybéliekkel. Az iskola kertjében növényeket termesztettek. Nyár elején a helyzet drasztikusan megváltozott, a társaság ténylegesen is az iskola rabja lett; az épületet magas fallal vették körül. 1918. július 18-án éjjel, egy nappal a cár és családja kivégzése után a foglyokat alvás közben megkötözték, és autókra pakolták. A rabokat a város közelében lévő bányák egyikéhez vitték. Az őrök itt puskatussal megverték, majd a bányába dobták őket. Hogy áldozataik biztosan meghaljanak, még kézigránátot is robbantottak. A robbanás betemette a foglyokat a bányába, de még napokig éltek.
1918. szeptember 28-án a fehér seregek bevették Alapajevszk városát abban a reményben, hogy még életben lelik a rabokat. A városlakók elvezették őket a bányákhoz, és a fehér katonák megkezdték a kivégzettek maradványainak összeszedését. A nyomozók és a fehér szakértők a ruháik alapján próbálták azonosítani az áldozatokat. A maradványokat újratemették az alapajevszki templomban, de nyolc hónappal később a fehér seregek feladni kényszerültek Alapajevszket. Irkutszkba vonultak vissza, és magukkal vitték a cári család maradványait is. A fehérek folyamatos hátrálásával a csontok egyre beljebb kerültek a kontinensen, végül egy pekingi orosz templomban temették el őket. A templom később megsemmisült, de feltételezések szerint a maradványok ma is ott találhatóak. A rendszerváltás után az orosz ortodox egyház kanonizálta Ioann herceget és alapajevszki társait, a szovjet rendszer áldozatainak nyilvánította őket.
Ioann Konsztantyinovics herceg felesége és gyermekei ki tudtak menekülni az országból. A herceg édesanyjával és három életben maradt testvérével együtt éltek. Jelena Petrovna hűséges maradt férje emlékéhez, soha többé nem házasodott meg. Vszevolod Ioannovics herceg 1939 májusában oltár elé vezette Lady Mary Lygon angol arisztokratát, férjezett Romanovszkaja-Pavlovszkaja hercegnét, akitől 1956-ban elvált. Még abban az évben nőül vette a magyar származású Emilia de Gosztonyit; frigyük felbontását 1961-ben mondták ki. Szintén 1961-ben lépett házasságra Valli Knusttal, férjezett Romanovszkaja-Knuszt hercegnével. Vszevolod Ioannovics hercegnek egyik házasságából sem származott gyermeke. Jekatyerina Ioannovna hercegnő 1937-ben ment feleségül Ruggero Farace di Villaforesta márkihoz, akitől három gyermeke született. A pár 1945-ben elkülönült egymástól, noha válásukat soha nem mondták ki.